# Caym: Book of Angels Volume 17
 (novembre 2023).
Caym: Book Of Angels Volume 17 est un album de musique de John Zorn joué par Cyro Baptista et son groupe Banquet of the Spirits, sorti en 2011 sur le label Tzadik. Les compositions sont de John Zorn, les arrangements de Shanir Ezra Blumenkranz.

## Titres
| 1.    | Chamiel   | 4:27 |
| 2.    | Matafiel  | 4:22 |
| 3.    | Briel     | 4:19 |
| 4.    | Zaphaniah | 3:53 |
| 5.    | Tzar Tak  | 3:45 |
| 6.    | Flaef     | 2:05 |
| 7.    | Hutriel   | 4:28 |
| 8.    | Yeqon     | 4:53 |
| 9.    | Yahel     | 2:26 |
| 10.   | Tahariel  | 4:47 |
| 11.   | Natiel    | 4:00 |
| 12.   | Phaleg    | 4:07 |
| 47:32 |           |      |

## Personnel
- Cyro Baptista - percussion, voix
- Shanir Ezra Blumenkranz - oud, bass, guembri, voix
- Tim Keiper - batterie, percussion, xalam, voix
- Brian Marsella - piano, clavecin, orgue, voix